# K League 1
De Korea Professional Soccer League, beter bekend als de K League, is de hoogste voetbalcompetitie in Zuid-Korea die door de Zuid-Koreaanse voetbalbond wordt georganiseerd.
De competitie werd in 1983 gestart als Korean Super League en in 1998 veranderd in K-League. Hieronder was de Korea National League maar er was geen sprake van directie promotie-degradatie. Wel was promotie mogelijk via een licentie-aanvraag waarbij sportieve en financiële criteria golden, maar in de praktijk was er veel verzet tegen promotie. In 2012 degradeerden twee teams naar de nieuw opgezette K League Challenge. De K-League werd in 2013 hernoemd in K League Classic en twee teams vanuit de K League Challenge promoveren naar de K-League Classic en om een derde promotieplaats wordt in promotie-degradatiewedstrijden gestreden.
In de competitie spelen tegenwoordig twaalf clubs. De K-League wordt als een volledige competitie gespeeld en aan het einde van het seizoen spelen de zes beste clubs play-offwedstrijden om te bepalen wie er kampioen wordt. De kampioen kwalificeert zich voor de eerstvolgende Aziatische Champions League.

## Deelname 2012
| Busan IPark      | 1983 | Jeonbuk Hyundai Motors  | 1995 | Gyeongnam FC    | 2006 |
| Jeju United FC   | 1983 | Chunnam Dragons         | 1995 | Gangwon FC      | 2009 |
| Pohang Steelers  | 1983 | Suwon Samsung Bluewings | 1996 | Gwangju FC      | 2011 |
| FC Seoul         | 1984 | Daejeon Hana Citizen    | 1997 | Suwon FC        | 2016 |
| Ulsan Hyundai FC | 1984 | Daegu FC                | 2003 | Gimcheon Sangmu | 2021 |
| Seongnam FC      | 1989 | Incheon United          | 2004 |                 |      |

## Historisch overzicht
- Met tussen haakjes het aantal behaalde landstitels.

| 1983 | Hallelujah FC (1)           | Daewoo                  |
| 1984 | Daewoo Royals (1)           | Yukong Elephants        |
| 1985 | Lucky-Goldstar Hwangso (1)  | POSCO Atoms             |
| 1986 | POSCO Atoms (1)             | Lucky-Goldstar Hwangso  |
| 1987 | Daewoo Royals (2)           | POSCO Atoms             |
| 1988 | POSCO Atoms (2)             | Hyundai Horang-i        |
| 1989 | Yukong Elephants (1)        | Lucky-Goldstar Hwangso  |
| 1990 | Lucky-Goldstar Hwangso (2)  | Daewoo Royals           |
| 1991 | Daewoo Royals (3)           | Hyundai Horang-i        |
| 1992 | POSCO Atoms (3)             | Ilhwa Chunma            |
| 1993 | Ilhwa Chunma (1)            | LG Cheetahs             |
| 1994 | Ilhwa Chunma (2)            | Yukong Elephants        |
| 1995 | Ilhwa Chunma (3)            | Pohang Atoms            |
| 1996 | Ulsan Hyundai Horang-i (1)  | Suwon Samsung Bluewings |
| 1997 | Pusan Daewoo Royals (4)     | Chunnam Dragons         |
| 1998 | Suwon Samsung Bluewings (1) | Ulsan Hyundai Horang-i  |
| 1999 | Suwon Samsung Bluewings (2) | Busan Daewoo Royals     |
| 2000 | Anyang LG Cheetahs (3)      | Bucheon SK              |
| 2001 | Seongnam Ilhwa Chunma (4)   | Anyang LG Cheetahs      |
| 2002 | Seongnam Ilhwa Chunma (5)   | Ulsan Hyundai Horang-i  |
| 2003 | Seongnam Ilhwa Chunma (6)   | Ulsan Hyundai Horang-i  |
| 2004 | Suwon Samsung Bluewings (3) | Pohang Steelers         |
| 2005 | Ulsan Hyundai Horang-i (2)  | Incheon United          |
| 2006 | Seongnam Ilhwa Chunma (7)   | Suwon Samsung Bluewings |
| 2007 | Pohang Steelers (4)         | Seongnam Ilhwa Chunma   |
| 2008 | Suwon Samsung Bluewings (4) | FC Seoul                |
| 2009 | Jeonbuk Hyundai Motors (1)  | Seongnam Ilhwa Chunma   |
| 2010 | FC Seoul (4)                | Jeju United FC          |
| 2011 | Jeonbuk Hyundai Motors (2)  | Ulsan Hyundai FC        |
| 2012 | FC Seoul (5)                | Jeonbuk Hyundai Motors  |
| 2013 | Pohang Steelers (5)         | Ulsan Hyundai           |
| 2014 | Jeonbuk Hyundai Motors (3)  | Suwon Samsung Bluewings |
| 2015 | Jeonbuk Hyundai Motors (4)  | Suwon Samsung Bluewings |
| 2016 | FC Seoul (6)                | Jeonbuk Hyundai Motors  |
| 2017 | Jeonbuk Hyundai Motors (5)  | Jeju United             |
| 2018 | Jeonbuk Hyundai Motors (6)  | Gyeongnam FC            |
| 2019 | Jeonbuk Hyundai Motors (7)  | Ulsan Hyundai           |
| 2020 | Jeonbuk Hyundai Motors (8)  | Ulsan Hyundai           |
| 2021 | Jeonbuk Hyundai Motors (9)  | Ulsan Hyundai           |
| 2022 | Ulsan Hyundai (3)           | Jeonbuk Hyundai Motors  |
| 2023 | Ulsan Hyundai (4)           | Pohang Steelers         |
| 2024 | Ulsan HD (5)                | TBA                     |

* Hwangso = stier, Horang-i = tijger, Chunma = pegasus

### Aantal kampioenschappen per club
| Team                                                            | Aantal | In:                                                  |
| --------------------------------------------------------------- | ------ | ---------------------------------------------------- |
| Jeonbuk Hyundai Motors                                          | 9      | 2009, 2011, 2014, 2015, 2017, 2018, 2019, 2020, 2021 |
| Seongnam Ilhwa Chunma                                           | 7      | 1993, 1994, 1995, 2001, 2002, 2003, 2006             |
| Pohang Steelers inclusief: POSCO Atoms                          | 5      | 1986, 1988, 1992, 2007, 2013                         |
| Ulsan Hyundai                                                   | 5      | 1996, 2005, 2022, 2023, 2024                         |
| FC Seoul inclusief: Lucky-Goldstar Hwangso / Anyang LG Cheetahs | 5      | 1985, 1990, 2000, 2010, 2012, 2016                   |
| Busan IPark inclusief: Daewoo Royals / Pusan Daewoo Royals      | 4      | 1984, 1987, 1991, 1997                               |
| Suwon Samsung Bluewings                                         | 4      | 1998, 1999, 2004, 2008                               |
| Jeju United inclusief: Yukong Elephants                         | 1      | 1989                                                 |
| Hallelujah FC                                                   | 1      | 1983                                                 |

* Hwangso = stier, Horang-i = tijger, Chunma = pegasus,

### Promotie en degradatie
| Jaar | Promovendi                       | Degradanten                           |
| ---- | -------------------------------- | ------------------------------------- |
| 2012 | Geen promotie                    | Gwangju FC, Sangju Sangmu             |
| 2013 | Sangju Sangmu                    | Gangwon FC, Daegu FC, Daejeon Citizen |
| 2014 | Daejeon Citizen, Gwangju FC      | Gyeongnam FC, Sangju Sangmu           |
| 2015 | Sangju Sangmu, Suwon FC          | Busan IPark, Daejeon Citizen          |
| 2016 | Daegu FC, Gangwon FC             | Seongnam FC, Suwon FC                 |
| 2017 | Gyeongnam FC                     | Gwangju FC                            |
| 2018 | Seongnam FC                      | Jeonnam Dragons                       |
| 2019 | Gwangju FC, Busan IPark          | Gyeongnam FC, Jeju United             |
| 2020 | Jeju United, Suwon FC            | Sangju Sangmu, Busan IPark            |
| 2021 | Gimcheon Sangmu FC               | Gwangju FC                            |
| 2022 | Gwangju FC, Daejeon Hana Citizen | Gimcheon Sangmu FC, Seongnam FC       |
| 2023 | Gimcheon Sangmu FC               | Suwon Samsung Bluewings               |

## Topscorers afgelopen seizoenen
| Seizoen | Aantal | Speler                         | Club                    |
| ------- | ------ | ------------------------------ | ----------------------- |
| 2006    | 16     | Woo Sung-yong                  | Seongnam Ilhwa Chunma   |
| 2007    | 18     | Capore                         | Gyeongnam FC            |
| 2008    | 16     | Dudu                           | Seongnam Ilhwa Chunma   |
| 2009    | 21     | Lee Dong-gook                  | Jeonbuk Hyundai Motors  |
| 2010    | 22     | Yoo Byung-soo                  | Incheon United          |
| 2011    | 23     | Dejan Damjanović               | FC Seoul                |
| 2012    | 31     | Dejan Damjanović               | FC Seoul                |
| 2013    | 19     | Dejan Damjanović Kim Shin-wook | FC Seoul Ulsan Hyundai  |
| 2014    | 14     | Santos                         | Suwon Samsung Bluewings |

## Nederlanders en Belgen
De volgende Nederlandse spelers kwamen ooit uit in de K-League:
- Rob Landsbergen (1984–1985 Hyundai Horangi)
- Sander Oostrom (1997–1998 Pohang Steelers)
- Kiki Musampa (2008 FC Seoul)
- Bas van den Brink (2011 Busan IPark)
- Romeo Castelen (2016 Suwon Samsung)
- Dave Bulthuis (2019-2021 Ulsan Hyundai; 2022-2023 Suwon Samsung Bluewings)
- Lars Veldwijk (2020 Jeonbuk Hyundai Motors; 2020- Suwon FC)
- Timo Letschert (2023 Gwangju FC)

De volgende Belgische spelers kwamen ooit uit in de K-League:
- Kevin Oris (2012 Daejeon Citizen, 2013 Jeonbuk Hyundai Motors, 2015–2016 Incheon United)
- Karel De Smet (2013 Daejeon Citizen)
- Marvin Ogunjimi (2016 Suwon FC)